# Rasierwasser

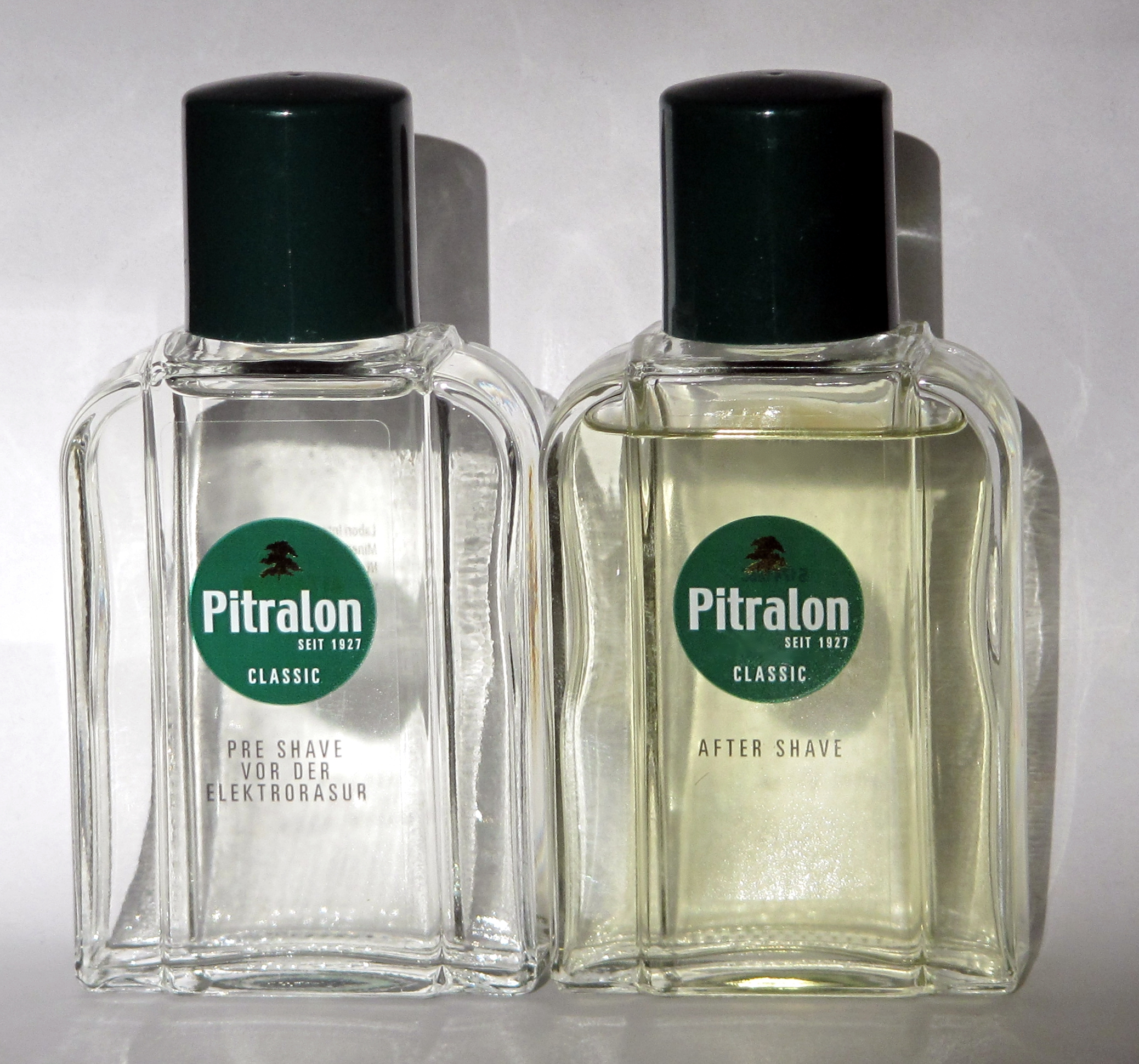
Rasierwässer: Pre-Shave und Aftershave der Marke „Pitralon“

Das Rasierwasser ist eine wässrig-alkoholische Lösung, die Duftstoffe enthält. Es kann als sogenanntes Preshave vor und als sogenanntes Aftershave nach der Rasur des Bartes auf die vom Rasieren beanspruchte Haut aufgetragen werden, um sogenannten Rasurbrand zu vermeiden.

## Preshave-Produkte
Preshave-Produkte (von engl. pre „vor, davor, bevor“ und shave „Rasur“) sollen Haut und Barthaare auf die Rasur vorbereiten. Neben dem Rasierwasser gibt es hierfür auch Rasierpuder.
Bei der Trockenrasur sollten die Barthaare möglichst aufgerichtet aus der Hautoberfläche herausstehen und steif und trocken sein. Daher basieren Preshaves für die Trockenrasur auf alkoholischen Lösungen, die entwässernd und damit versteifend wirken. Die Entwässerung führt durch die Glättung der Hautoberfläche zu einer Verbesserung der Gleitfähigkeit des Trockenrasierers. Neben Alkohol (meist Ethanol) enthalten die Preshave-Produkte oft Duftstoffe bzw. ätherische Öle und häufig erfrischende Wirkstoffe wie Menthol oder Kampfer.
Preshave-Produkte für die Nassrasur entfernen die Talgschicht des Barthaares vor dem Rasieren. Dadurch kann Wasser in das Haar eindringen, es quillt auf, wird weicher und ermöglicht glatte und weiche Schnitte. 

## Aftershave-Produkte
Aftershave-Produkte (von engl. after „nach, danach“ und shave „Rasur“) sind neben dem Rasierwasser auch Lotionen, Gele oder Balsame. Je nach Formulierung wirken sie neutralisierend, adstringierend, antibakteriell, heilungsfördernd und/oder rückfettend.
Hauptbestandteile von Rasierwässern sind Wasser, Ethanol (Alkohol) und Duftstoffe. Gelegentlich kommen auch Farbstoffe zum Einsatz. Bei den kosmetisch anspruchsvolleren Aftershave-Produkten werden verschiedene Pflegestoffe eingesetzt. Häufig finden sich Zusätze aus Eichenrinde, Hamamelis, Salbei und Aluminiumsalzen, die entspannend und adstringierend (und damit blutstillend) wirken. Menthol und Kampfer werden oft zur Erfrischung beigefügt und Panthenol, Allantoin, Azulen und Bisabolol gelten als reizlindernd. Milchsäure, Citronensäure oder Weinsäure unterstützt den Erhalt des Haut-pH-Wertes. Die Konsistenz der Aftershave-Produkte (klare Lösungen, Gele und leichte Öl-in-Wasser-Emulsionen) wird über den Einsatz verschiedener Hilfsstoffe wie Lösungsvermittler, Emulgatoren, Gel-Bildner und lipophile Komponenten realisiert.